# Шатобур (Ардеш)
Шатобу́р (фр. и окс. Châteaubourg) — коммуна во Франции, находится в регионе Рона — Альпы. Департамент коммуны — Ардеш. Входит в состав кантона Сен-Пере. Округ коммуны — Турнон-сюр-Рон.
Код INSEE коммуны — 07059.

## Население
Население коммуны на 2008 год составляло 211 человек.
| 1962 | 1968 | 1975 | 1982 | 1990 | 1999 | 2008 |
| ---- | ---- | ---- | ---- | ---- | ---- | ---- |
| 158  | 162  | 165  | 180  | 209  | 204  | 211  |

## Экономика
В 2007 году среди 142 человек в трудоспособном возрасте (15—64 лет) 106 были экономически активными, 36 — неактивными (показатель активности — 74,6 %, в 1999 году было 66,9 %). Из 106 активных работали 97 человек (50 мужчин и 47 женщин), безработных было 9 (4 мужчин и 5 женщин). Среди 36 неактивных 13 человек были учениками или студентами, 14 — пенсионерами, 9 были неактивными по другим причинам.

## Фотогалерея
- Шатобур
- Замок
- Мэрия
- Карта коммуны